# WrestleMania 41
Cet article concerne la 41ème édition du pay-per-view WrestleMania. Pour toutes les autres éditions, voir WWE WrestleMania.
La 41e édition de WrestleMania est un Premium Live Event de catch (lutte professionnelle) produit par la World Wrestling Entertainment (WWE), une fédération de catch américaine qui est télédiffusée et visible en paiement à la séance et sur le WWE Network (en France et en Belgique), ainsi que gratuitement sur la chaîne de télévision française AB1. L'événement s'est tenu les 19 avril et 20 avril 2025 au Allegiant Stadium à Paradise (Nevada). Il s'agit de la 41e édition de WrestleMania, qui fait partie avec le Royal Rumble, SummerSlam et les Survivor Series du « Big Four » à savoir « les Quatre Grands », les quatre plus grands événements que produit la compagnie chaque année.

## Production
WrestleMania est l'événement phare de la WWE en pay-per-view (PPV) et en streaming en direct, ayant été organisé pour la première fois en 1985. Il s'agissait du premier PPV produit par la compagnie et également du premier grand événement de la WWE disponible en streaming en direct lorsque la société a lancé le WWE Network en février 2014. C'est l'événement le plus ancien de l'histoire de la compagnie et il a lieu chaque année entre la mi-mars et la mi-avril, mettant en vedette des catcheurs de Raw et SmackDown. WrestleMania a été classé comme le sixième évènement sportif le plus rentable au monde par Forbes, et a été décrit comme le Super Bowl du divertissement sportif. Tout comme le Super Bowl, des villes soumettent leur candidature pour obtenir le droit d'accueillir WrestleMania.
Le 4 mai 2024, la NBC annonce la 41e édition de WrestleMania, qui se tiendra au Allegiant Stadium à Paradise (Nevada) les 19 et 20 avril 2025, il s'agit du premier Wrestlemania à Las Vegas depuis WrestleMania IX en 1993 et le second évènement à Allegiant Stadium après SummerSlam (2021).
La ville de Minneapolis dans le Minnesota, était également finaliste pour accueillir l'événement au U.S. Bank Stadium. Ses partisans ont déclaré avoir été informés que la décision d'organiser l'événement dans la région de Las Vegas était due à un "changement de direction par la nouvelle direction", à la suite de la fusion en 2023 de la WWE et de l'UFC, basé à Las Vegas, sous le nom de TKO Group Holdings, contrôlé par Endeavor, l'ancien propriétaire exclusif de l'UFC.
L'U.S. Bank Stadium recevra finalement SummerSlam (2026).

## Contexte
Les spectacles de la World Wrestling Entertainment (WWE) sont constitués de matchs aux résultats prédéterminés par les scénaristes de la WWE. Ces rencontres sont justifiées par des storylines – une rivalité avec un catcheur, la plupart du temps – ou par des qualifications survenues dans les shows de la WWE telles que Raw et SmackDown. Tous les catcheurs possèdent une gimmick, c'est-à-dire qu'ils incarnent un personnage gentil (Face) ou méchant (Heel), qui évolue au fil des rencontres. Un événement comme WrestleMania est donc un événement tournant pour les différentes storylines en cours,.

### Gunther (c) contre Jey Uso
Le 25 janvier à Saturday Night's Main Event XXXVIII, Gunther conserve son titre mondial poids-lourds en battant Jey Uso. La semaine suivante au Royal Rumble, le catcheur samoan remporte le 30-Men Royal Rumble match. Durant la conférence de presse après l'évènement, il déclare vouloir une autre chance contre le catcheur autrichien, mais veut prendre le temps de la réflexion avant de prendre une décision. Le 10 février à Raw, après avoir été attaqué par le leader d'Imperium, il choisit officiellement The Ring General comme adversaire.

### Tiffany Stratton (c) contre Charlotte Flair
Le 3 janvier à SmackDown, Nia Jax, l'ancienne championne de la WWE, conserve son titre en battant Naomi. Après le combat, Tiffany Stratton attaque la challengeuse avec sa mallette et se débarrasse également de Bianca Belair et Candice LeRae avant d'encaisser son contrat afin de devenir la nouvelle championne de la WWE en la battant pour remporter le titre pour la première fois de sa carrière et son second titre personnel. Le 1er février au Royal Rumble, Charlotte Flair fait son retour de blessure après un an et un mois d'absence et remporte, pour la seconde fois, le 30-Women Royal Rumble match. Treize soirs plus tard à SmackDown, The Queen attaque la nouvelle championne et la choisit officiellement comme adversaire.

### Cody Rhodes (c) contre John Cena
Le 6 juillet 2024 à Money in the Bank, John Cena fait une apparition surprise pour annoncer qu'il prendra sa retraite à la fin de l'année 2025 et que les shows où il apparaîtra seront ses derniers en tant que catcheur.
Le 1er février 2025 au Royal Rumble, il entre dans le Men's Royal Rumble match en 23e position, élimine Finn Bálor, Braun Strowman et Logan Paul avant d'être lui-même éliminé en dernier par le futur gagnant, Jey Uso après 30 minutes de match. De son côté, Cody Rhodes, le champion incontesté, conserve son titre en battant Kevin Owens dans un Ladder match. Un mois plus tard à Elimination Chamber, il remporte le Men's Elimination Chamber match et devient aspirant no 1 à la ceinture incontestée sur la plus grande scène du monde. Après le combat, The American Nightmare refuse l'offre de The Rock de lui "donner son âme", mais son futur challenger effectue un Heel Turn en lui portant un Low Blow avant de le frapper violemment avec la ceinture et poser avec.

### Iyo Sky (c) contre Bianca Belair contre Rhea Ripley
Le 3 février à Raw, pendant les matchs de qualification pour le Women's Elimination Chamber match, Iyo Sky perd par disqualification son match face à Liv Morgan, à la suite d'un coup de Rhea Ripley porté par erreur sur son adversaire. La semaine suivante à Raw, la catcheuse australienne lui offre un match pour sa ceinture pour le show du 3 mars. Le 1er mars à Elimination Chamber, Bianca Belair remporte, pour la seconde fois, le Women's Elimination Chamber match et devient aspirante no 1 à la ceinture mondiale féminine sur la plus grande scène du monde. Deux soirs plus tard à Raw, Iyo Sky devient la nouvelle championne du monde en battant Rhea Ripley, remporte le titre pour la première fois de sa carrière et son second titre personnel dans le roster principal. Le 17 mars à Raw, alors que la nouvelle championne et sa nouvelle aspirante signent le contrat de leur match pour le PLE, l'ancienne championne les attaque et signe elle aussi. La semaine suivante à Raw, Adam Pearce, le GM du show rouge, décide d'organiser un match revanche pour la ceinture entre les catcheuses japonaise et australienne avec la gagnante du Women's Elimination Chamber match comme arbitre spéciale pour la semaine à venir. Le 31 mars à Raw, la rencontre se termine sur une double disqualification, mais Iyo Sky conserve son titre. 
La semaine suivante à Raw, Adam Pearce prend finalement la décision d'organiser un Triple Threat match entre les trois catcheuses pour la ceinture au PLE.

### AJ Styles contre Logan Paul
Le 1er février au Royal Rumble, AJ Styles fait son retour de blessure après 3 mois et demi d'absence, entre dans le Men's Royal Rumble match en 21e position, élimine LA Knight avant d'être lui-même éliminé par Logan Paul. 2 soirs plus tard à Raw, il rejoint officiellement le show rouge. Le 31 mars à Raw, après plusieurs semaines de confrontation, l'ancien champion des États-Unis défie The Phenomenal dans un match au PLE avant que les deux catcheurs ne se battent l'un contre l'autre. Plus tard dans la soirée, le manager général du show rouge, Adam Pearce, officialise le match.

### Liv Morgan (c) et Raquel Rodriguez (c) contre Becky Lynch et Lyra Valkyria
Le 4 avril à SmackDown, le manager général du show bleu, Nick Aldis annonce un Tag Team Gauntlet match lors du show suivant et l'équipe gagnante deviendra aspirante no 1 aux ceintures féminines par équipes au PLE. La semaine suivante à SmackDown, Bayley et Lyra Valkyria remportent la stipulation. Cependant, lors du pré-show de la première nuit du PLE, l'ancienne double championne de la WWE a été attaquée et retirée du match, ce qui fait que le catcheuse irlandaise est contrainte de se trouver une nouvelle partenaire. Contre toute attente, c'est finalement Becky Lynch qui fait son retour pour remplacer Bayley.

### Jade Cargill contre Naomi
Le 22 novembre 2024 à SmackDown, Jade Cargill est retrouvée inconsciente sur le parking de l'arène et recouverte de blessures, à la suite d'une attaque d'une inconnue, et est écartée des rings pour une durée indéterminée. Le 13 décembre à SmackDown, pendant son absence, Naomi se porte volontaire pour la remplacer aux côtés de Bianca Belair. 
Le 1er mars à Elimination Chamber, elle participe au Women's Elimination Chamber match afin d'obtenir une opportunité pour le titre mondial féminin, mais alors que le match vient de commencer, Jade Cargill fait son retour de blessure, l'attaque violemment et la contraint à déclarer forfait. 6 soirs plus tard à SmackDown, elle effectue un Heel Turn, car reconnaît sa culpabilité sur l'agression subie par The Storm, ce qui met officiellement fin à son alliance avec The EST of WWE, avant que sa rivale ne vienne l'attaquer à nouveau. 
Le 4 avril à SmackDown, agacé par des semaines de bagarre, le GM du show bleu officialise le match entre les deux catcheuses au PLE.

### LA Knight (c) contre Jacob Fatu
Le 7 mars à SmackDown, LA Knight redevient champion des États-Unis, pour la seconde fois, en prenant sa revanche sur Shinsuke Nakamura qui l'avait battu aux Survivor Series: WarGames 4 mois plus tôt,. La semaine suivante à SmackDown, Braun Strowman, Jimmy Uso et lui battent la Bloodline (Solo Sikoa, Jacob Fatu et Tama Tonga) dans un 6-Man Tag Team match. Le 21 mars à SmackDown, The Monster of All Monsters bat The Samoan Werewolf par disqualification, car attaqué par les deux autres membres du clan ennemi, et devient aspirant no 1 pour la ceinture lors du show de la semaine prochaine. La semaine suivante à SmackDown, le match entre les deux catcheurs se termine sur un nul, car Jacob Fatu les attaque tous les deux. 
Le 4 avril à SmackDown, le catcheur samoan bat Braun Strowman dans un Last Man Standing match et devient aspirant no 1 à la ceinture au PLE.

### CM Punk contre Roman Reigns contre Seth Rollins
Le 11 novembre 2024 à Raw, Sami Zayn propose à Seth Rollins de rejoindre l'équipe de Roman Reigns pour Survivor Series: WarGames, mais l'ancien premier champion du monde poids-lourds refuse catégoriquement. Contre toute attente, c'est CM Punk qui, après avoir passé un marché avec Paul Heyman, devient le dernier membre de l'équipe de l'ancien champion Universel incontesté. 
Le 6 janvier 2025 à Raw, The Best in the World bat The Visionary. Le 1er février au Royal Rumble, les trois catcheurs participent au Men's Royal Rumble match et CM Punk élimine les deux anciens membres du Shield. Mais les choses dégénèrent, car Seth Rollins les attaque tous les deux et contraint son ancien frère à s'éloigner des rings pendant des semaines. Un mois plus tard à Elimination Chamber, CM Punk et Seth Rollins participent au Men's Elimination Chamber match et le premier élimine le second. Pour se venger, ce dernier lui porte un Stomp et permet à John Cena de gagner la stipulation. 2 soirs plus tard à Raw, les deux catcheurs se bagarrent, car CM Punk veut aussi se venger de celui qui l'a privé du PLE. La semaine suivante à Raw, ils s'affrontent dans un Steel Cage match et c'est l'ancien double champion Universel qui gagne, car Roman Reigns fait son retour, l'éjecte de la structure et l'attaque avant d'agresser aussi le perdant de la rencontre. Le 21 mars à SmackDown, les trois catcheurs se bagarrent, puis désignent tous trois le logo du doigt, ce qui officialise le Triple Threat match entre eux au PLE,.

### Bron Breakker (c) contre Penta contre Finn Bálor contre Dominik Mysterio
Le 17 mars à Raw, Dominik Mysterio propose à Finn Bálor que Penta rejoigne le Judgment Day, mais le leader du clan ne semble pas emballé. Plus tard dans la soirée, ce dernier perd face à Bron Breakker par disqualification, car son adversaire se fait attaquer par le jeune catcheur et Carlito. Après la rencontre, l'ancien double champion Nord-Américain de NXT donne une chaise au catcheur mexicain, venu secourir le champion Intercontinental, qui l'utilise pour attaquer les deux catcheurs du clan ennemi. 14 soirs plus tard à Raw, le catcheur irlandais et son jeune poulain battent leurs deux adversaires grâce à un Spear de l'ancien champion de NXT porté par erreur sur son propre équipier du soir. La semaine suivante à Raw, le manager général du show rouge, Adam Pearce, officialise un Fatal 4-Way match entre les 4 catcheurs pour la ceinture au PLE.

### Rey Fénix contre El Grande Americano
Le 24 mars à Raw, un nouveau catcheur masqué du nom de El Grande Americano à fait ses débuts en battant Dragon Lee. Deux semaines plus tard, Americano ainsi que les Creed Brothers battent la LWO (Dragon Lee, Joaquin Wilde et Cruz Del Toro) dans un 6-Man Tag Team Match grâce à Ivy Nile après qu'elle est inséré un morceau de métal dans le masque d'Americano pour l'utiliser contre Lee. Plus tard dans la soirée, Rey Mysterio dit qu'Americano s'est moqué de l'art et de la tradition de la Lucha libre et demande à l'affronter, ce que le manager général de Raw Adam Pearce accepta en permettant à ce dernier de choisir le lieu de l'affrontement qu'il choisi pour Wrestlemania. Cependant lors de l'épisode de SmackDown du 18 avril Mysterio se blessa et c'est finalement Rey Fénix qui affrontera Americano à WrestleMania.

### Damian Priest contre Drew McIntyre
Le 7 avril 2024 à WrestleMania XL, Drew Mcintyre devient le nouveau champion du monde poids-lourds en battant Seth Rollins. Après la rencontre, il provoque CM Punk qui était l'invité spécial du combat, y répond en l'attaquant et il ne conserve pas sa ceinture, battu par Damian Priest qui encaisse sa mallette Money in the Bank sur lui. Le 15 juin à Clash at the Castle, le catcheur écossais ne remporte pas la ceinture, rebattu par son même adversaire, car The Best in the World remplace temporairement l'arbitre du match, n'effectue pas le compte de trois en sa faveur et lui porte un Low-Blow. 
Le 6 juillet à Money in the Bank, il remporte la mallette et l'utilise pendant la rencontre entre le catcheur portoricain et l'ancien premier champion, ce qui transforme le match en Triple Threat match, mais ne remporte pas la ceinture, car CM Punk intervient à nouveau en sa défaveur. 
Le 1er février 2025 au Royal Rumble, les deux catcheurs se retrouvent pendant le Men's Royal Rumble match et Damian Priest élimine son rival. Un mois plus tard à Elimination Chamber, ils participent au Men's Elimination Chamber match et la même situation se produit. 
Le 10 avril à SmackDown, après des semaines d'altercation, Nick Aldis, le GM du show bleu, décide d'organiser un Sin City Street Fight match entre les deux catcheurs sur la plus grande scène du monde.

### War Raiders (c) contre The New Day
Le 7 avril à Raw, The New Day (Kofi Kingston et Xavier Woods) ont affrontés les War Raiders (Ivar et Erik) dans un match pour les championnats du monde par équipes. Durant le match, Woods à tenté de porter un coup de chaise sur sur Erik, cependant l'arbitre a vu que Erik à frapper Woods avec la chaise par inadvertance entrainant ainsi une victoire du New Day par disqualification et par conséquent, les titres n'ont pas changer de main. Le 11 avril, le manager général de Raw Adam Pearce officialise une revanche entre les deux équipes à WrestleMania.

### Randy Orton contre Joe Hendry
Le 18 avril à SmackDown, Randy Orton qui devait initialement affronter Kevin Owens mais qui a été annulé à la suite d'une blessure à la nuque à lancé un Open Challenge match à WrestleMania 41. C'est finalement Joe Hendry qui répondra à l'open challenge

## Tableaux des matchs

### 19 avril
| Ordre par numéros                                                                         | Résultat                                                                            | Stipulation(s)                                          | Temps |
| ----------------------------------------------------------------------------------------- | ----------------------------------------------------------------------------------- | ------------------------------------------------------- | ----- |
| 1                                                                                         | Jey Uso bat Gunther (c) par soumission,                                             | Match simple pour le World Heavyweight Championship,    | 16:30 |
| 2                                                                                         | The New Day (Kofi Kingston et Xavier Woods) battent War Raiders (Ivar et Erik) (c), | Tag Team match pour le WWE World Tag Team Championship, | 9:15  |
| 3                                                                                         | Jade Cargill bat Naomi,                                                             | Match simple,                                           | 9:20  |
| 4                                                                                         | Jacob Fatu bat LA Knight (c),                                                       | Match simple pour le WWE United States Championship,    | 10:40 |
| 5                                                                                         | El Grande Americano bat Rey Fénix,                                                  | Match simple,                                           | 7:55  |
| 6                                                                                         | Tiffany Stratton (c) bat Charlotte Flair,                                           | Match simple pour le WWE Women's Championship,          | 19:05 |
| 7                                                                                         | Seth Rollins bat Roman Reigns et CM Punk (avec Paul Heyman),                        | Triple Threat match,                                    | 32:40 |
| La lettre C placée entre parenthèses désigne la personne ou l’équipe championne en titre. |                                                                                     |                                                         |       |

### 20 avril
| Ordre par numéros                                                                         | Résultat                                                                                    | Stipulation(s)                                               | Temps |
| ----------------------------------------------------------------------------------------- | ------------------------------------------------------------------------------------------- | ------------------------------------------------------------ | ----- |
| 1                                                                                         | Iyo Sky (c) bat Bianca Belair et Rhea Ripley,                                               | Triple Threat match pour le Women's World Championship,      | 14:25 |
| 2                                                                                         | Drew McIntyre bat Damian Priest,                                                            | Sin City Street Fight match,                                 | 13:55 |
| 3                                                                                         | Dominik Mysterio bat Bron Breakker (c), Penta et Finn Bálor,                                | Fatal 4-Way match pour le WWE Intercontinental Championship, | 10:30 |
| 4                                                                                         | Randy Orton bat Joe Hendry,                                                                 | Match simple, Il s'agissait d'un Open Challenge match        | 3:10  |
| 5                                                                                         | Logan Paul bat AJ Styles,                                                                   | Match simple,                                                | 17:50 |
| 6                                                                                         | Lyra Valkyria et Becky Lynch battent The Judgment Day (Liv Morgan et Raquel Rodriguez) (c), | Tag Team match pour le WWE Women's Tag Team Championship,    | 8:40  |
| 7                                                                                         | John Cena bat Cody Rhodes (c),                                                              | Match simple pour l'Undisputed WWE Championship,             | 21:40 |
| La lettre C placée entre parenthèses désigne la personne ou l’équipe championne en titre. |                                                                                             |                                                              |       |